# Red Eye (film)
Red Eye is een Amerikaanse film uit 2005 onder regie van Wes Craven en met Rachel McAdams en Cillian Murphy in de hoofdrollen.
De film werd behoorlijk goed onthaald. Op de filmbeoordelingssite Rotten Tomatoes scoort hij 79% en op Metacritic 71%. Wereldwijd bracht de film ruim zeventig miljoen euro in het laatje op een productiebudget van zo'n negentien miljoen euro.
De titel "Red Eye" verwijst naar de zogenaamde red eye-vluchten. Dit zijn vliegtuigreizen die 's avonds laat vertrekken en 's ochtends aankomen. Door de vermoeidheid en de jetlag krijgen passagiers soms rode ogen.

## Verhaal
Het leven van Lisa Reisert draait vooral om haar werk als hotelmanager. Wanneer ze met een vliegtuig naar huis gaat komt ze naast de schijnbaar charmante Jackson Rippner te zitten. Hij is echter een misdadiger die opdracht kreeg de staatssecretaris voor binnenlandse veiligheid Charles Keefe en diens gezin te vermoorden. Die komt in Lisa's hotel logeren en dus heeft Rippner het zo geregeld dat hij naast Lisa op het vliegtuig zit. Hij dwingt Lisa de familie Keefe naar een bepaalde kamer te sturen zodat zijn collega's hem gemakkelijk vanop afstand kunnen vermoorden. Als ze dit niet doet dan zal haar nietsvermoedende vader worden vermoord door een handlanger die in een auto aan de overkant van de straat op een telefoontje van Rippner zit te wachten.
Vanuit het vliegtuig pleegt Lisa het gedwongen telefoontje naar hotelreceptioniste Cynthia die Keefe naar kamer 4080 stuurt. Na de landing kan Lisa Rippner echter afschudden en waarschuwt Cynthia voor de op til zijnde aanslag. Cynthia waarschuwt Keefe's lijfwachten die hun baas en zijn gezin net op tijd wegloodsen. Vlak daarop wordt vanaf zee een Javelin-antitankraket afgevuurd die kamer 4080 totaal verwoest.
Lisa heeft inmiddels een auto gestolen en is naar het huis van haar vader gereden. Rippners handlanger staat op dat moment met getrokken pistool aan de voordeur, en dus rijdt ze hem omver. Ze gaat binnen en stelt tot haar opluchting vast dat ze nog net op tijd is gekomen. Dan staat totaal onverwacht Rippner daar die Lisa's vader bewusteloos slaat. Lisa zelf vlucht naar boven waarop een kat-en-muisspelletje ontstaat. Uiteindelijk wordt Rippner door Lisa's vader doodgeschoten met het pistool van Rippners' handlanger.
In de lobby van haar hotel, ten slotte, worden Lisa en Cynthia bedankt door Keefe.

## Rolverdeling
| Acteur         | Personage       | Rolbeschrijving                                 |
| -------------- | --------------- | ----------------------------------------------- |
| Rachel McAdams | Lisa Reisert    | Protagonist                                     |
| Cillian Murphy | Jackson Rippner | Antagonist, huurmoordenaar                      |
| Brian Cox      | Joe Reisert     | Lisa's vader                                    |
| Jayma Mays     | Cynthia         | De hotelreceptioniste                           |
| Jack Scalia    | Charles Keefe   | De staatssecretaris van binnenlandse veiligheid |